# Juan Capurro
Juan Martín Capurro Scabini (Gualeguay, Provincia de Entre Ríos, Argentina; 8 de febrero de 1994) es un futbolista argentino. Juega como mediocampista central y su primer equipo fue Unión de Santa Fe. Actualmente milita en Atlético Rafaela del Torneo Federal A.

## Trayectoria
Nacido en Gualeguay pero radicado en Paraná a temprana edad, Juan Martín Capurro se inició futbolísticamente en los clubes Palermo y Belgrano de esa ciudad, hasta que a los 15 años se sumó a las inferiores de Unión de Santa Fe. Realizó todas las divisiones formativas hasta llegar a la Reserva, donde se consolidó como titular indiscutido y capitán del equipo.
Sus buenos rendimientos llamaron la atención de Facundo Sava, quién lo convocó para integrar el banco de suplentes en la última fecha del Torneo Final 2013, en la que Unión cayó derrotado por 3 a 0 ante Racing. De cara al torneo de la Primera B Nacional, realizó su primera pretemporada con el plantel profesional y tuvo la chance de debutar con la camiseta tatengue el 24 de noviembre de 2013, cuando por la fecha 19, el equipo santafesino perdió 2 a 0 ante Independiente Rivadavia. Ese día ingresó a los 34 minutos del ST en reemplazo de Nicolás Bertocchi.
Con la llegada de Leonardo Madelón, el jugador no fue tenido en cuenta y se desempeñó mayoritariamente en el equipo de Liga Santafesina. A principios de 2015, luego de haber sido dejado libre por Unión, se incorporó a Cipolletti de Río Negro, club que milita en el Torneo Federal A. Allí logró la continuidad que buscaba y además convirtió el primer gol en su carrera, en la derrota 3 a 1 ante Talleres de Córdoba.
Jugó también en Defensores de Belgrano de Villa Ramallo, Chaco For Ever, Sportivo Belgrano, Barracas Central y Central Norte de Salta.

## Clubes
- Actualizado al 3 de agosto de 2025

| Club                        | Div.                | Temporada           | Liga | Liga | Copa Nacional | Copa Nacional | Copa Internacional | Copa Internacional | Total | Total |
| Club                        | Div.                | Temporada           | PJ   | G    | PJ            | G             | PJ                 | G                  | PJ    | G     |
| --------------------------- | ------------------- | ------------------- | ---- | ---- | ------------- | ------------- | ------------------ | ------------------ | ----- | ----- |
| Unión Argentina             | 1.ª                 | 2012/13             | 0    | 0    | 0             | 0             | -                  | -                  | 0     | 0     |
| Unión Argentina             | 2.ª                 | 2013/14             | 1    | 0    | 0             | 0             | -                  | -                  | 1     | 0     |
| Unión Argentina             | 2.ª                 | 2014                | 0    | 0    | -             | -             | -                  | -                  | 0     | 0     |
| Unión Argentina             | Total               | Total               | 1    | 0    | 0             | 0             | -                  | -                  | 1     | 0     |
| Cipolletti Argentina        | 3.ª                 | 2015                | 27   | 1    | -             | -             | -                  | -                  | 27    | 1     |
| Cipolletti Argentina        | Total               | Total               | 27   | 1    | -             | -             | -                  | -                  | 27    | 1     |
| Defensores (VR) Argentina   | 3.ª                 | 2016                | 9    | 0    | 3             | 0             | -                  | -                  | 12    | 0     |
| Defensores (VR) Argentina   | 3.ª                 | 2016/17             | 27   | 0    | 3             | 0             | -                  | -                  | 30    | 0     |
| Defensores (VR) Argentina   | 3.ª                 | 2017/18             | 23   | 2    | 3             | 0             | -                  | -                  | 26    | 2     |
| Defensores (VR) Argentina   | Total               | Total               | 59   | 2    | 9             | 0             | -                  | -                  | 68    | 2     |
| Chaco For Ever Argentina    | 3.ª                 | 2018/19             | 9    | 1    | 0             | 0             | -                  | -                  | 9     | 1     |
| Chaco For Ever Argentina    | Total               | Total               | 9    | 1    | 0             | 0             | -                  | -                  | 9     | 1     |
| Sportivo Belgrano Argentina | 3.ª                 | 2019/20             | 19   | 0    | 2             | 0             | -                  | -                  | 21    | 0     |
| Sportivo Belgrano Argentina | Total               | Total               | 19   | 0    | 2             | 0             | -                  | -                  | 21    | 0     |
| Barracas Central Argentina  | 2.ª                 | 2020                | 3    | 0    | -             | -             | -                  | -                  | 3     | 0     |
| Barracas Central Argentina  | 2.ª                 | 2021                | 0    | 0    | -             | -             | -                  | -                  | 0     | 0     |
| Barracas Central Argentina  | Total               | Total               | 3    | 0    | -             | -             | -                  | -                  | 3     | 0     |
| Central Norte (S) Argentina | 3.ª                 | 2021                | 17   | 1    | -             | -             | -                  | -                  | 17    | 1     |
| Central Norte (S) Argentina | 3.ª                 | 2022                | 28   | 0    | 1             | 0             | -                  | -                  | 29    | 0     |
| Central Norte (S) Argentina | Total               | Total               | 45   | 1    | 1             | 0             | -                  | -                  | 46    | 1     |
| Royal Pari · Bolivia        | 1.ª                 | 2023                | 27   | 1    | 11            | 1             | -                  | -                  | 38    | 2     |
| Royal Pari · Bolivia        | Total               | Total               | 27   | 1    | 11            | 1             | -                  | -                  | 38    | 2     |
| Atlético Rafaela Argentina  | 2.ª                 | 2024                | 33   | 1    | 1             | 0             | -                  | -                  | 34    | 1     |
| Atlético Rafaela Argentina  | 3.ª                 | 2025                | 16   | 0    | -             | -             | -                  | -                  | 16    | 0     |
| Atlético Rafaela Argentina  | Total               | Total               | 49   | 1    | 1             | 0             | -                  | -                  | 50    | 1     |
| Total en su carrera         | Total en su carrera | Total en su carrera | 239  | 7    | 24            | 1             | -                  | -                  | 263   | 8     |

## Palmarés
| Título                        | Club             | País      | Año  |
| ----------------------------- | ---------------- | --------- | ---- |
| Ascenso a la Liga Profesional | Barracas Central | Argentina | 2021 |